# Слідопити (Адвентисти сьомого дня)

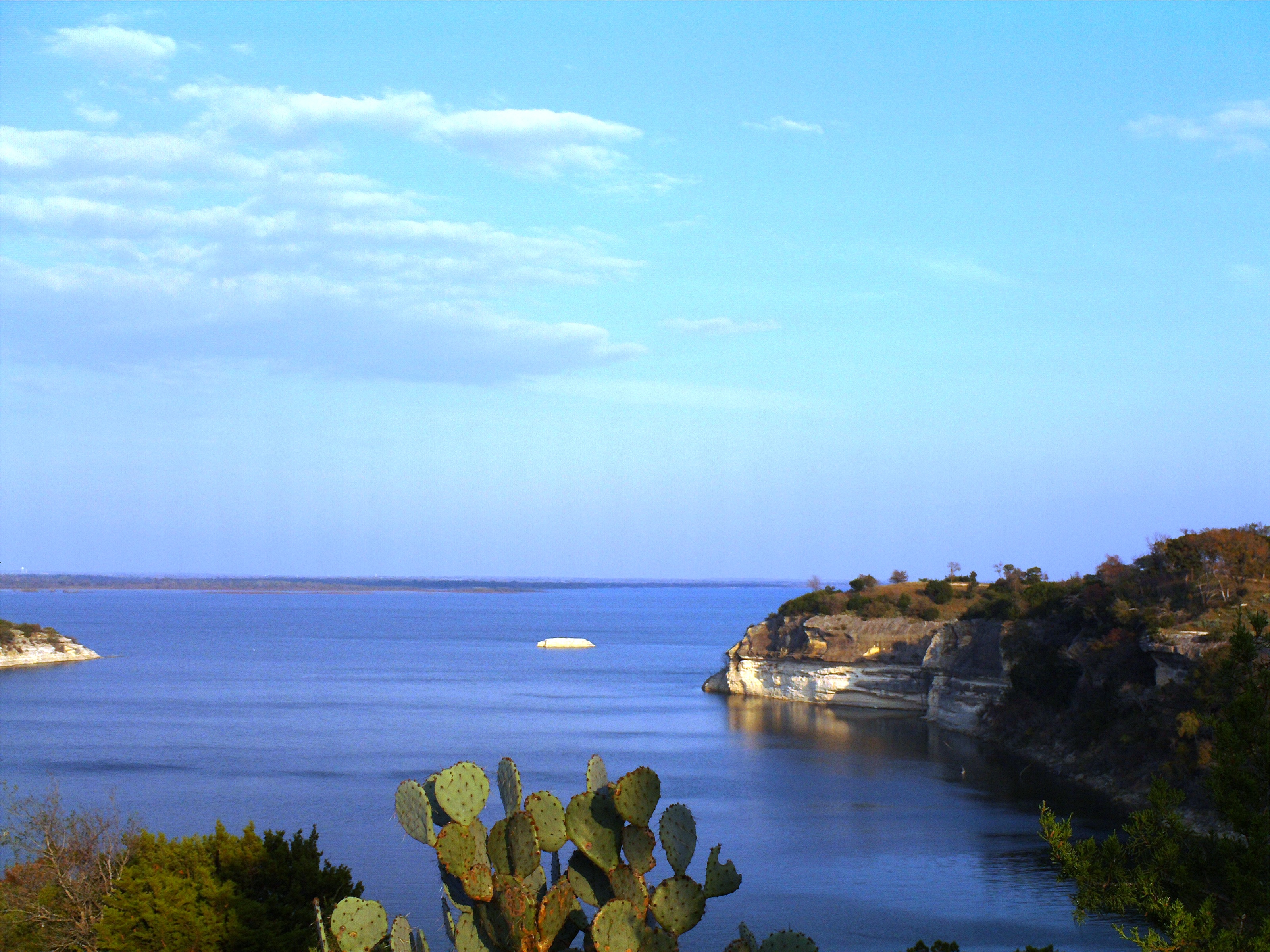
Табір слідопитів "Ранчо Лейк-Вітні" у Техасі

Клуб Слідопит, або просто Слідопити, є частиною молодіжного відділу Церкви Адвентистів Сьомого Дня (АСД), який працює над всебічним розвитком дітей та підлітків. Діти віком від 10 років можуть стати членами клубу. 
Хоча програма клубу багато в чому схожа на скаутинг, слідопити мають сильніший релігійний акцент.   Клуб Слідопит є офіційною складовою молодіжного служіння адвентистської церкви з 1950 року. Нинішнім директором програми є Андрес Дж. Перальта. 
За оцінками, 38% адвентистської молоді віком до 18 років «є членами клубу Слідопит або подібної молодіжної групи, що спонсорується церквою», згідно з всесвітнім опитуванням місцевих церковних лідерів 2002 року. 

## Історія
Першим кроком до організації Клубу слідопитів у Адвентистській церкві став 1907 рік, коли під керівництвом пастора Мілтона Ерлі Керна було створено Молодіжний відділ місіонерів-добровольців(Товариство місіонерів-добровольців). 

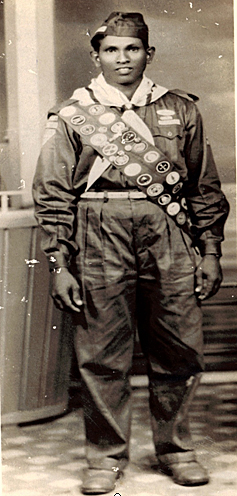
Пастор Самутрам у 1958 році, засновник «Товариства місіонерів-добровольців» у Малайзії.

У 1909 році були організовані перші товариства молодіжні товариства місіонерів-добровольців, а в 1914 році були розроблені перші уроки підлітків місіонерів-добровольців, які стали попередниками ступенів клубу слідопитів. 
У 1911 році в Такома-Парку, штат Меріленд, було засновано клуб, що фатично був попередником клубу Слідопиті . У 1911 році в Такома-Парку було створено три клуби: «Скаути Місіонери», «Лісове плем’я та друзі» та «Індіанці Такоми». Ці клуби мали спільну рису у тому, що приймали лише хлопців.  У 1919 році Артур Сполдінг заснував клуб «Скаути Місіонери» в окрузі Медісон, штат Теннессі . Сполдінг дослідив організаційну структуру та адаптував її до духовних цілей Церкви адвентистів сьомого дня (цього не мали перші клуби з Такома-Парку), розробив правила та окреслив основи руху. Клуб «Скаути-місіонери» заклав фундаментальні ідеї сучасного клубу Слідопит.
У 1929 році вперше можна було почути назву «Слідопити»(Pathfinders) на одному з адвентиських наметових таборів. Об'єднання Південної Каліфорнії пропонує провести табір для молоді місіонерів-добровольців і дає табору назву «Слідопит». Це ж Об'єднання(Південна Каліфорнія) у 1946 році затверджує та спонсорує програму, а перший "прототип" клубу можна розпізнати у експериментальному клубі, що проходить у Ріверсайді, Каліфорнія.
Поряд з досвідом у Каліфорнії, Генеральна конференція адвентистів сьомого дня у 1950 році затверджує програму клубу та приймає форму, прапор (написаний Гелен Гоббс та Генрі Теодором Бергом у 1948 році) та гімн (складений у 1949 році Генрі Теодором Бергом) для вже офіційно створеного нового відділу. Клуб починає діяти під егідою програми молоді місіонерів-добровольців.
Між 9 і 11 жовтня 1953 року Південне об'єднання Нової Англії проводить перший зліт клубу «Слідопит» в Ашбернемі, штат Массачусетс. Відтоді зльоти стали центральною подією та формою взаємодії між клубами Слідопитів по всьому світу.
З моменту затвердження клубу як програми Адвентистики сьомого дня він зазнав деяких оновлень, найважливішими з яких є:
- (1958) Ступені клубу;

- (1959) Золота[3] й срібна[4] нагороди;

- (1976) Додання програми майстрів[5] до навчальної програми клубу;

- (1982) Міжнародна емблема «Місіонер-добровольців» замінена міжнародною емблемою клубу «Слідопит», а назва «Місіонери-добровольці» поступово виходить з ужитку;

- (1988) Капітальний перегляд навчальної програми Слідопитів з метою модернізації методів навчання;

- (2012) Проведено другий загальний перегляд навчальної програми Слідопитів[6];

- Станом на початок 2025 року по всьому світу налічувалося близько 1,6 мільйонів слідопитів, що діяли приблизно в 67 тисячах клубів  [7]

## Філосфія та цілі клубу
Діяльність клубу «Слідопит» зосереджена на всесторонньому розвитку особистості, з урахуванням потреб та інтересів дітей та підлітків віком від 10 до 15 років, з особливим акцентом на духовну складову цієї вікової групи.
Значна частина програми клубу «Слідопит» побудована навколо фізичної активності. Згідно з методичними матеріалами для керівників клубу, така особливість пояснюється тим, що «молоді люди віком від 10 до 15 років перебувають на стадії дуже швидкого фізичного розвитку». Згідно з філософією клубу, багато заходів включають усілякі руханки, пригоди, виклики та групові заняття, які «надають можливості для розвитку нових поглядів та навичок, що сприяють особистісному зростанню, командному та громадському духу».
Хоча Клуб Слідопитів існує переважно для молоді, однією з його основних цілей є також зустрічі з батьками та членами церкви через активну участь у діяльності клубу. Мета цієї участі — виправити (або зменшити) розрив між поколіннями, які виникають між молоддю та дорослими. А також працювати та розважатися разом задля отримання спільного досвіду.
Уся філософія клубу Слідопитів побудована на передумові, що «підлітки та діти найкраще навчаються на прикладі, а не на наказах». Те, як вони бачать цінності керівників клубу та батьків, використовується як духовний та соціальний взірець для наслідування, а отже старші очікують від молоді наслідування високих моральних принципів. Це інтегрованов в усі види діяльності. Освітня філософія клубу також наголошує на тому, що молодь ефективніше навчається в позитивній, щасливій та безпечній атмосфері. Згідно з позицією Генеральною конференцією Адвентистичного центру сьомого дня, «ставлення лідерів клубу є життєво важливим для забезпечення успіху та ефективності саме для молоді, оскільки саме ставлення буде тим, що будуть наслідувати інші молоді люди».

### Роль лідера і цілі клубу
Роль лідера полягає в тому, щоб «допомогти молодим людям зрозуміти та полюбити Бога, а також наглядати за церквою та молодшими». Згідно з навчальними матеріалами для керівників клубу «Слідопит», цілі та обов'язки керівництва клубу:
- Допомогти молодим людям зрозуміти Бога та Його Церкву; тобто те, що як Бог, так і Церква люблять їх, піклуються про них і цінують їх
- Заохотити слідопитів на шляху відкриття свого власного, даного Богом потенціалу
- Надихати молодих людей особисто виявляти свою любов до Бога, об’єднуючи їх разом у різноманітних просвітницьких заходах.
- Зробити основним пріоритетом у роботі клубу особистий порятунок кожного слідопиту
- Прищепити слідопитам здорове ставлення і любов до Божого творіння через численні заходи на природі
- Навчити слідопитів конкретним знанням, вмінням і навичкам, які наповнять їхнє життя новим змістом
- Привчити слідопитів стежити за своїм фізичним станом
- Дайти можливість для розвитку лідерства, заохочуючи членів клубу працювати разом і розділяти відповідальність за лідерство
- Сприяти гармонійному розвитку фізичної, соціальної, інтелектуальної та духовної складової слідопиту

## Організація
Кожен клуб «Слідопит» керується директором клубу, заступниками директора, наставниками, інструкторами, капеланом, секретарем та скарбником. Молодіжний відділ наполягає, щоб цю функцію обіймали люди, що пройшли відповідне навчання. Молодіжний відділ Генеральної конференції указує, щоб керівниками клубу були переважно особи, що мають вік 18 років і старше, які пройшли курс «Навчання клубному служінню» або принаймні відповідають вимогам співробітника клубу.
Клуб поділений на окремі підрозділи(ланки), що формуються за віком. Кожен підрозділ має в середньому шість або вісім слідопитів, залежно від розміру клубу; з кожним підрозділом займається наставник. Наставник є керівником підрозділу. Підрозділ функціонує як осередок клубу або «мікроклуб», оскільки він також впроваджує адміністративну організаційну схему з капітаном та секретарем, а також проводить свою практичну та теоретичну діяльність через взаємодію між своїми членами.
Клуби також організовані в Конференції, які діють як групи географічно близьких місцевих клубів. Конференції зазвичай мають повноваження розробляти довгострокові заходи (наприклад, табори), що вимагають більше зусиль та планування, а також підтримують клуби через «регіональну команду». Діяльність конференції координується конференційним координатором.
За планування заходів по більшим ділянкам відповідають належні осередки клубу слідопитів(місії, конференції, уніони та дивізіони) які, як і конференційні, мають право на управлінську діяльність по місту, окрім тієї частини, що має виконуватися Генеральною конференцією.

## Всебічний розвиток
У програмі клубу проводяться різні заходи, спрямовані на всебічний розвиток слідопитів, тобто на розвиток фізичного, розумовому, духовного та соціального аспектів.

### Фізичний розвиток
В рамках офіційної програми цінується фізична активність, згідно з філософією клубу, яка стверджує, що «підлітки (від 10 до 15 років) перебувають на стадії росту та дуже швидкого фізичного розвитку». Різноманітні заходи, такі як усілякі екскурсії, походи, їзда на велосипеді, подорож на байдаркахта інш., є тим що має бути основою вашої діяльності.
Усілякі заходи як в приміщенні так і на природі, мають бути зосереджені на фізичній складовій, а саме на розважальних заходах та іграх, що заохочують до фізичних вправ. Навіть шикування на щотижневих зустрічах, що послуговуються для підтримання порядку, плекають фізичний аспект.
Фізична активність, по суті, покликана розважати та залучати дітей та підлітків, дозволяючи їм легше розвивати свій розумовий, соціальний та духовний аспекти.

### Розумовий розвиток
Частиною розумового розвитку є заохочення молоді до вивчення та розвитку курсів і спеціалізацій, які є в дечому аналогічні шкільним предметам та гурткам.
Хоча маючи в собі складові як фізичного, соціального і духовного розвитку, курси та спеціалізації приносять більшу користь саме в розумовому розвитку, забезпечуючи ширше вивчення різних предметів.

### Духовний розвиток
Хоча фізична частина програми клубу вимагає значного часу , духовний розвиток є головним фокусом клубу. Головна мета полягає в тому, щоб молодь мала «постійний щоденний досвід спілкування з Богом», змушуючи її розмірковувати над «Його творінням та Його турботою про нього».
Задля духовного зростання проводяться різні заходи з залученням молоді. Окремо можна виділити місіонерську роботу, вивчення Біблії та волонтерську робота.
Одним із прикладів діяльності, яка зміцнює як духовну, так і розумову складові молоді є Біблійні вікторини. Це дружнє змагання, яке заохочує молодь досліджувати та запам'ятовувати цілі книги Біблії.

### Соціальний розвиток
Можна сказати, що соціальний розвиток у клубі містить у собі має поняття "християнського громадянства". Це невід'ємна частина роботи з молоддю і можна сказати, що соціальна взаємодія відбувається по трьом напрямкам: служити церкві, батьківщині та ближнім. Соціальна робота всього відділу керується цією концепцією.

## Ступені, спеціалізації та система нагород

### Ступені
Регулярні заняття клубу Слідопит охоплюють різноманітні теми з урахуванням освітньої філософії клубу  Ці заняття подібні до шкільного навчання та рекомендовані до проходження, враховуючи вік слідопитів або ж відповідний клас загальоосвітньої школи.  Розроблено також підвищені ступені, що містять складніші вимоги й зазвичай мають вищий рівень складності порівняно з звичайними.  Існує шість базових ступенів для дітей у клубі і один для керівника: 
| Ступені           | Мінімальний клас/вік                                 | Колір ступеню |
| ----------------- | ---------------------------------------------------- | ------------- |
| Друг              | 5-й клас або 10 років                                | Синій         |
| Супутник          | 6-й клас або 11 років                                | Червоний      |
| Дослідник         | 7-й клас або 12 років                                | Зелений       |
| Розвідник         | 8-й клас або 13 років                                | Срібний       |
| Мандрівник        | 9-й клас або вік 14 років                            | Бордовий      |
| Провідник         | 10-й клас або вік 15 років                           | Золотий       |
| Майстер Провідник | На час завершення ступіню кандидам має мати 18 років | Золотий       |

### Персонал та керівники клубу слідопитів
Після досягнення 16 років слідопити мають можливість залишитися в клубі але не в статусі рядових слідопитів, а в як керівники. Для керівників (тобто персоналу клубу) розроблені наступні навчальні програми: Наставник і Майстер-провідник. Ці посади мають на меті підготувати та розширити можливості молоді, яка становитиме основу керівництва клубу, виконуючі всі необхідні дії в цьому відношенні.
У той час як навчальна програма наставників дозволяє отримати доволі необхідні, але доволі загальні знання про керівництво клубом, то ступінь Майстер-Провідника створена для поглиблення навичок лідерства і більш якісної роботи клубу.

### Слідопитські нашивки[8]та нагороди майстрів[9]
Нашивки клубу слідопитів - це нагороди за завершення навчальних програм в певній галузі. Вимоги нагород розроблені таким чином, щоб тримати баланс між практикою і теорією, веселощами і практичним застосуванням. Можна без перебільшення сказати, Що нагороди клубу охоплюють всі сфери життя: від здорового способу життя і активних видів спорту, до рятувальних робіт і морального розвитку й духовного зростання у Христі. Такий широкий спектр навчальних програм сприяє всебічному розвитку особистості і допомагає справлятися з багатьма різними ситуаціями
Програма нагороди майстрів дозволяє поглибити потенціал слідопитів, що хочуть зосередитися на вдосконаленні одного певного напрямку. Бо для отримання майстерської нагороди потрібно отримати сім нашивок одного напрямку.

### Система відзнак
Стимулом для гарної поведінки в усіх сферах соціального життя є планка зразкового слідопита, яка вручається по завершенню навчального року в клубі тим молодим людям (віком до 15 років), які проявили себе як по-спражньому взірцеві слідопити. Директор клубу разом з персоналом клубу відзначає відповідних кандидатів. Для керівників і персоналів клубу таку нагороду, нажаль, отримати не можливо, але керівники отримують зірки стажу, які їм вручає керівник молодіжного відділу. 
Інші видатні відзнаки - це нагороди срібна та золота нагороди, що присуюжуються за досягнення високих фізичних здобутків. Вони розроблені для заохочення молоді(яка входять до керівних кадрів клубу «Слідослідник», клубу «Шукачі пригод» та молодіжного клубу) до фізичного розвитку.